# Округ Крисп (Џорџија)
Крисп (енгл. Crisp County) је округ у америчкој савезној држави Џорџија.

## Демографија
По попису из 2010. године број становника је 23.439, што је 1.443 (6,6%) становника више него 2000. године.
| Група             | 2000.          | 2010.          |
| Белци             | 11.778 (53,5%) | 12.216 (52,1%) |
| Афроамериканци    | 9.547 (43,4%)  | 10.079 (43,0%) |
| Азијати           | 149 (0,7%)     | 183 (0,8%)     |
| Хиспаноамериканци | 382 (1,7%)     | 748 (3,2%)     |
| Укупно            | 21.996         | 23.439         |